# Francisco Javier Vallaure de Acha
Javier Vallaure de Acha (Hamburgo, 4 de julio de 1949) es un diplomático español de origen asturiano. 

## Carrera diplomática
En 1974 se licenció en Derecho por la Universidad Complutense de Madrid, y en 1979 ingresó en la carrera diplomática.
Ha sido Subdirector General de Asuntos Internacionales de Seguridad; Subdirector General para el Sudeste Asiático, Filipinas y Asuntos del Pacífico en el Ministerio de Asuntos Exteriores de España;  Introductor de embajadores en el Ministerio de Asuntos Exteriores y de Cooperación de España (septiembre de 2008-enero de 2011).
Ha estado destinado en las embajadas de España en: Irán, Portugal, Australia y Túnez. Ha sido Cónsul General de España en: Porto Alegre (Brasil) y Miami (Estados Unidos). Como Cónsul General de España en Miami adquirió notoriedad por su participación, en representación del gobierno de España, en la defensa de Joaquín José Martínez, el primer español y europeo en salir de un corredor de la muerte de Estados Unidos en 2001.
Ha sido embajador de España en Angola (2005) y Países Bajos (2011-2014). El 18 de mayo de 2018 fue ascendido a embajador de España.
Ha impartido cursos y conferencias sobre política exterior y protocolo en distintas universidades españolas.
El 4 de julio de 2019, se jubiló como Cónsul General de España en Los Ángeles (Estados Unidos), y regresó a Pravia (Asturias).

## Distinciones
Está en posesión de distintas condecoraciones nacionales y extranjeras.
- Premio "Avilés Award" de la ciudad de San Agustín (Florida, Estados Unidos, 2005).

- Sardina de Oro por la Fundación Sabugo ¡Tente firme! (Avilés, Asturias, 2008).[4][5]
- Gran Cruz de la Orden del Libertador San Martín (2009), otorgada, por la Presidenta de la República Argentina, Cristina Fernández de Kirchner.[6]
- "I Premio a las Relaciones Internacionales" otorgado por el Centro de Desarrollo de Relaciones internacionales de la Fundación de la Escuela de Negocios de Asturias Business School (2010)[7] en colaboración con el Ayuntamiento de Gijón y el Instituto de Desarrollo Económico de Asturias.
- Catedrático honorario de Política Exterior y Diplomacia por la Universidad Católica de Murcia (2017).[8]